# KCRW

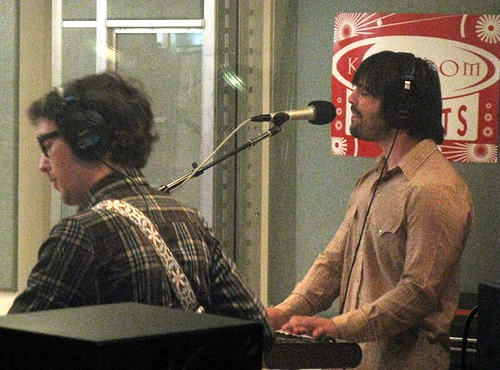
In de studio van KCRW (16 april 2008)

KCRW is een Amerikaans publiek radiostation dat uitzendt vanaf de campus van het Santa Monica College in Santa Monica, Californië. Het station zendt een mix uit van nieuws, muziek en politieke en culturele programma's.
KCRW geldt als het vlaggenschip van National Public Radio aan de westkust. Het station is op de hoofdfrequentie 89.9 FM te beluisteren in Los Angeles en Orange County, en op andere frequenties in overige delen van Zuid-Californië. Bovendien is KCRW via internet te beluisteren, met ook nog twee extra streams: een 24-uurs muziekzender en een 24-uurs nieuwszender.  
Het muziekprogramma Morning Becomes Eclectic (MBE), dat van maandag tot en met vrijdag wordt uitgezonden, heeft hoog aanzien in de Verenigde Staten, en geniet ook populariteit buiten de grenzen. Het programma wordt gepresenteerd door Jason Bentley, die op 1 december 2008 Nic Harcourt opvolgde als presentator en muziekdirecteur bij KCRW. In de MBE-studio treden regelmatig artiesten op, zowel nieuwkomers als gevestigde namen. De optredens zijn via de website van KCRW te beluisteren en vaak ook te bekijken. Een andere bekende dj bij KCRW is Gary Calamar, die onder meer de muziek samenstelde voor Six Feet Under.
KCRW is voor een groot deel van de inkomsten afhankelijk van donaties. Het station heeft naar eigen zeggen zo'n 55.000 leden.